# Tiago Torres da Silva
Tiago Torres da Silva (Lisboa, 29 de dezembro de 1969) é um escritor (autor de teatro, poeta e letrista) português. Desde 1990 divide a sua atividade entre o teatro e a escrita.

## Biografia
Tiago Torres da Silva nasceu em Lisboa, no dia 29 de Dezembro de 1969. 
Formado em Engenharia Zootécnica pela Universidade de Trás-os-Montes, foi entretanto ao teatro que dedicou sua carreira.
Nos primeiros anos da sua carreira foi assistente de encenação de João Lourenço em espetáculos como “Fernando Krapp Escreveu-me Esta Carta” ou “As Presidentes”. Sua primeira peça escrita foi "Alguém me sabe dizer se estou vivo?!", que estreou em fevereiro de 1997, no Teatro Nacional D. Maria II. Sua peça "É o Mar Alfonsina, é o Mar", foi encenada pelo próprio autor com José Neves no protagonista , um monólogo inspirado na vida de Alfonsina Storni, com estreia durante a Expo98 e que representou Portugal no Festival de Teatro, em Curitiba, em 1999. Anos mais tarde retornaria ao Teatro Nacional, com o espetáculo "Não Digas Nada", dirigindo a atriz Fernanda Borsatti.
Colaborou com várias publicações, nomeadamente Revista Máxima, Jornal de Letras, Semanário e O Comércio do Porto. Também assinou o texto de alguns espetáculos de Teatro de Revista no Parque Mayer, nomeadamente "Preço Único", "Mamã Eu Quero" e "Hip Ho'parque"
Em 2005 participou de uma importante parceria com a cantora brasileira Olívia Byington, que resultou na produção de algumas canções do disco que leva o nome da intérprete, como em "Areias do Leblon", "Guarda a Minha Alma" e outras.
Amigo da fadista Amália Rodrigues, Silva foi o autor de um espetáculo teatral em homenagem à cantora, que teve como protagonista a atriz brasileira Bibi Ferreira, intitulado "Bibi vive Amália", que apresentou-se em Portugal e em várias cidades do Brasil, em 2001. Em Portugal Bibi obteve aclamação do público de duas mil pessoas, no Centro Cultural de Belém, em Lisboa, que qualificou como a "maior emoção da minha vida.". Maria João Quadros foi a fadista para quem mais escreveu.
Composições suas foram gravadas por grandes intérpretes da MPB, como Maria Bethânia, Simone,Elba Ramalho, Ney Matogrosso Daniela Mercury, Seu Jorge, Alcione, Chico César, Zélia Duncan, Joanna, Zeca Baleiro e outros, no Brasil - e Anamar, António Zambujo, Carminho, Né Ladeiras, Maria João, Pilar, Mafalda Arnauth, Joana Amendoeira, Eugénia Melo e Castro entre muitos outros, em Portugal.

## Livros
Escreveu os livros: 
- Dez cartas para Al Berto - Editora Quasi - 2007
- Timbó - As aventuras de um português no Brasil - Editora SeteCaminhos, 2006
- Não digas nada - Oficina do livro, 2002,
- Minha querida televisão - Oficina do livro, 2001
- Um s a mais - Quetzal, 1999
- É o mar, Alfonsina, é o mar - Edições TEUC, 1999
- Ponto de partida - Edições Ledo, 1990

## Teatro (autoria e encenação)
- Simone: o musical, Teatro Tivoli, 2017
- O Barulho das Luzes, Teatro Municipal Amélia Rey Colaço, 2014
- Em Cima das Àrvores, Teatro Municipal Amélia Rey Colaço, 2013
- Lápis Azul,Teatro Rápido, 2012
- Vozes de trabalho, Teatro da Trindade, 2010
- Hip hop'parque, Teatro Maria Vitória, 2007
- Casa de Fado, Teatro Villaret, 2004
- Não digas nada, Teatro Nacional Dª Maria II, 2003
- Bibi vive Amália, Canecão, 2001
- Se não for a mãe da frente, Teatro Villaret, 2001
- É o mar, Alfonsina, é o mar, Cinearte, 1999
- Alguém me sabe dizer se estou vivo?!,  Teatro Nacional Dª Maria II, 1997
- Preço único, Teatro ABC, 1997
- Mamã eu quero, Teatro ABC, 1996